# Hawkwind
Hawkwind es una banda británica e inglesa de rock, metal, pop y electrónica formada a finales de los años sesenta, en Ladbroke Grove, Londres. Es reconocida por ser una de banda polifacética y pionera en múltiples subgéneros, además de su extensa discografía y actividad, con más de una treintena de álbumes de estudio y más de medio siglo de existencia. 
Sus letras contienen temáticas acerca de lo urbano y la ciencia ficción; de hecho, el escritor Michael Moorcock ha colaborado en las letras de algunos temas.

## Origen
Dave Brock y Mick Slattery formaban parte de una banda de blues evolucionada hacia sonidos psicodélicos llamada Famous Cure, tras un encuentro con el bajista de jazz John Harrison, vieron que tenían intereses comunes con los sonidos electrónicos y empezaron un nuevo proyecto. Un jovencísimo baterista, Terry Ollis, y los antiguos compañeros de Brock, Nik Turner y Dik Mik Davies, pronto se unieron al grupo debido a sus intereses comunes, y al ofrecimiento de ayuda para llevar a cabo el nuevo proyecto. 
Durante una actuación en el All Saints Hall de Notting Hill, Londres, a la cual acudieron sin nombre y por ello tocaron bajo el seudónimo de Group X, un locutor de la BBC Radio 1, John Peel, quedó impresionado por la versión extendida de 20 minutos que realizaron del tema de The Byrds Eight miles high. Tras una entrevista con el organizador Douglas Smith el grupo consiguió un contrato con Liberty Records, y pasó definitivamente a llamarse Hawkwind. Tras la grabación de Hurry on Sundown Slattery abandonó la banda y fue sustituido por Huw Lloyd-Langton, conocido de Brock durante su etapa de vendedor en una tienda de música.

## 1970 - 1975: los años de UA
Para la grabación de su primer álbum, Hawkwind, el grupo contó con la colaboración del guitarrista de The Pretty Things, Dick Taylor en calidad de productor. Aunque no tuvo éxito comercial, el disco les sirvió para darse a conocer en los círculos underground de la escena rock británica, actuando en conciertos gratuitos, eventos benéficos y festivales. Durante una actuación en el Bath Festival, conocieron a otra banda de Ladbroke Grove llamada Pink Fairies y, dado que tenían mucho en común, decidieron tocar juntos durante un tiempo con el nombre de Pinkwind. El uso abusivo de drogas por parte del grupo llevó a Harrison a abandonar la banda. Pronto lo siguió Lloyd-Langton, quien había sufrido una crisis nerviosa por abuso de LSD.
Su siguiente álbum, In search of Space, publicado en 1971, tuvo un mayor éxito comercial, llegando al puesto 18º de la lista de ventas de álbumes en el Reino Unido. La colaboración de artistas como el dibujante Barney Bubbles, el poeta y vocalista Robert Calvert o el escritor de ciencia ficción Michael Moorcock sentaron una nueva estética y filosofía en la banda, logrando encajar con la definición de rock espacial. Debido a la orientación comercial de la banda, Ollis decidió abandonar.
La incorporación del bajista Lemmy Kilmister y del baterista Simon King endureció el sonido, y otorgó a la banda sus mejores momentos. En 1972 se publicó el mayor éxito del grupo y un clásico del rock duro de los 70, Silver Machine, sencillo que alcanzaría el tercer puesto en la lista de ventas, seguido de Doremi Fasol Latido, tercer álbum de estudio y primero con Lemmy, en el cual descollaban canciones como Brainstorm o Space Is Deep. A partir de aquí sus giras se hicieron muy famosas, gracias a la espectacularidad y excentricidad de las puestas en escena, mezcla de lisergia hippie con dureza heavy metal, incluyendo efectos cósmico-psicodélicos, y a la sensacional bailarina Stacia, quien bailaba al son ácido de las canciones del grupo, y terminaba desnudándose en escena.
La gira llamada Space Ritual, que sirvió para promocionar el ya mencionado disco Doremi Fasol Latido, en 1973, derivó en la edición de un doble LP en directo (Space Ritual). Ese mismo año el grupo lanzó el sencillo Urban Guerrilla, pero casualmente coincidió con una serie de atentados bomba del IRA en Londres y la BBC lo censuró. 

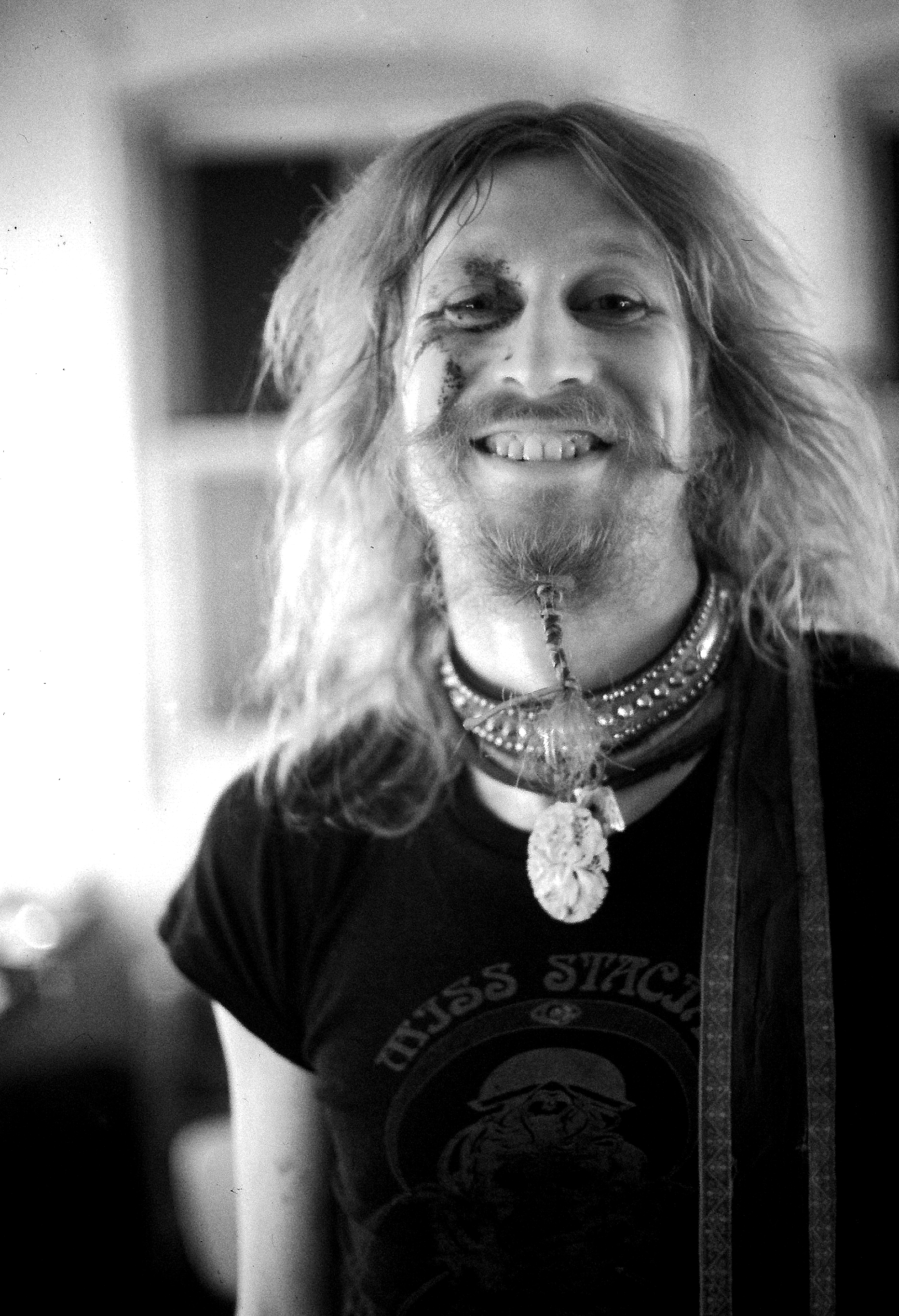
Nik Turner, saxofonista de Hawkwind, 1974

En 1974, siempre por United Artists, lanzan Hall of the Mountain Grill, cuarto disco de estudio, en el cual se mezclan el habitual rock duro y espacial de la banda, con una propuesta cercana al rock progresivo, en temas como The Psychedelic Warlords (Disappear in Smoke), Wind of Change o You'd Better Believe It.
Este álbum, considerado uno de sus mayores clásicos, fue producido por el ingeniero de sonido y productor de Queen, Roy Thomas Baker, y contó además con una espectacular ilustración en su portada, creada por el artista gráfico David Hardy, donde se veía una especie de nave espacial emergiendo del océano.
El título del disco hace alusión a un café y restaurante londinense frecuentado por la banda (actualmente cerrado): "The Mountain Grill".
A principios de 1975, Hawkwind publicó un nuevo álbum titulado Warrior on the Edge of Time, de nuevo en colaboración con el escritor Michael Moorcock. Se trata de un disco conceptual basado libremente en el Eterno Campeón, personaje central de varias novelas de Moorcock, quien participó directamente en la composición de las letras para tres temas del LP.
Este álbum repite la fórmula estilística del anterior, adentrándose aún más en terreno progresivo, evidente en cortes como Opa-Loka, Assault & Battery Pt.1, The Golden Void o el extenso Magnu, canciones saturadas de teclados sinfónicos, con las que Hawkwind -sin dejar completamente de lado su rock ácido y heavy-, se amiga con estilos como los de Yes o incluso Genesis.
Durante la gira promocional por Estados Unidos, Lemmy fue detenido por la policía en la frontera de Canadá por posesión de cocaína y fue encarcelado, lo que obligó a cancelar varias actuaciones. Aunque Lemmy terminó en libertad sin cargos (pues la droga que le habían incautado no era en realidad cocaína, sino anfetaminas), fue reemplazado inmediatamente y sin previo aviso durante su estadía carcelaria, y se tuvo que ir de la banda: en su lugar entró un componente de los Pink Fairies, el guitarrista Paul Rudolph.
Lemmy se reunió con otro antiguo miembro de Pink Fairies, Larry Wallis, y formaron Motörhead, título de la última canción que había compuesto para Hawkwind (la cual no se incluyó en Warrior on the Edge of Time, sino en un sencillo).

## 1976 - 1979: new wave y Hawklords
Robert Calvert hizo una aparición con el grupo para el "Reading Festival" en agosto de 1975, tras lo cual volvió a unirse como cantante permanente. Poco después ya sin Lemmy, la banda firmó con la compañía discográfica Charisma, y sustituyó a su mánager, Douglas Smith, por Tony Howard. 
Un nuevo álbum fue publicado en 1976 con el nombre de Astounding Sounds, Amazing Music, el primero en esta nueva etapa con Calvert como compositor y cantante. 
El sonido y la estética de la banda, influidos por la erupción punk y las nuevas tendencias de la escena de rock inglesa, se torna gradualmente más glamoroso y moderno, cercano a la new wave en temas como Reefer Madness o City of Lagoons.
El LP siguiente, Quark, Strangeness and Charm (1977) acentuaría esta tendencia
En 1978, ya sea buscando formar un nuevo grupo, o por problemas legales, Brock, Calvert, el bajista Harvey Bainbridge, el baterista Martin Griffin y el teclista Steve Swindells, más un percusionista adicional, Simon King, crearon una banda paralela que fue llamada Hawklords, con la cual lanzaron un álbum titulado 25 Years On, el cual es generalmente considerado un disco de Hawkwind más.
El álbum, aún manteniendo el sonido moderno, retoma en parte el espíritu progresivo del Hawkwind de mediados de los 70, con canciones destacadas como Psi Power, The Only Ones o The Age of the Micro Man.
El ciclo de Hawkwind con Charisma se cierra con la edición de PXR5, disco de un cariz decididamente menor, con un sonido comercial y temas de rock simplón no muy inspirados.

## Los 80
Con la incorporación del mítico batería de Cream, Ginger Baker, y sin Robert Calvert, que abandonó la banda, son fichados por Bronze en 1980, sello propiedad del productor y empresario Gerry Bron, en el que militaban Motörhead, Girlschool y Uriah Heep en aquella época, y editan su décimo disco de estudio: Levitation, en octubre de ese año, álbum que señala un regreso al rock duro, con una marcada influencia de la NWOBHM, y temáticas épico-espaciales, el cual es seguido por Sonic Attack (RCA, 1981), ya fuera del sello Bronze, sin Baker, suplantado por Martin Griffin, y con un retornado Huw Lloyd-Langton en guitarra, disco que prosigue con el estilo marcado por Levitation.

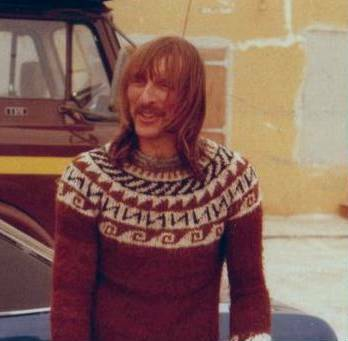
Dave Brock en Cornualles, 1982

En 1982 son editados dos discos: Church of Hawkwind y Choose Your Masques, el primero es electrónico, experimental y considerado casi un LP solista de Brock, mientras que el segundo se vuelca hacia el rock espacial clásico de la banda, aunque modernizado, y con algunos temas en vivo. Casi un calco de Choose Your Masques sería Zones (1983), conteniendo temas en directo grabados entre 1980 y 1982, y algunos cortes en estudio que habían quedado archivados. De 1983 a 1985, Clive Deamer sería batería de la banda.
Hacia finales de 1985, y tras la edición de otro LP en directo (This Is Hawkwind, Do Not Panic), aparece el épico y roquero The Chronicle of the Black Sword, cuya temática se basa profusamente en Elric de Melniboné, el héroe albino creado por Michael Moorcock.
El autor, frecuente inspiración para Dave Brock y compañía, colabora personalmente en el disco a través de una canción: Sleep of a Thousand Tears, co-compuesta con Brock.
Después del lanzamiento del doble vinilo Live Chronicles, que recoge la gira del LP anterior, es editado The Xenon Codex en 1988, disco que marca la última incursión en estudio de Hawkwind en la década de 1980.

## Los 90
En 1989 Lloyd-Langton abandona el grupo otra vez, y una vocalista llamada Bridget Wishart se une a Hawkwind en calidad de "frontwoman", primera y única integrante femenina en la historia de la banda.
Con esta formación se publica Space Bandits a fines de 1990, disco donde lo metálico se cruza con lo punk y lo chamánico, y que los veía ya como decanos "de culto" del rock lisérgico, con una fémina al frente.
No obstante el ciclo de Bridget Wishart fue corto, y ya no aparece en el próximo disco de estudio, Electric Tepee, editado en 1992, álbum para el cual la alineación del grupo se ve reducida a trio, con Dave Brock en guitarra, teclas varias y voz, Alan Davey en bajo, y Richard Chadwick en tambores.
A lo largo de la década Hawkwind lanza una serie de CD, los cuales son bastante similares el uno del otro, y manteniendo esa formación de trio casi intacta: It Is the Business of the Future to Be Dangerous (con un cover de Gimme Shelter de The Rolling Stones), Alien 4, Distant Horizons e In Your Area, representan una serie de trabajos diversos, pero unidos por un modus operandi común: la música electrónica fusionada con el rock lisérgico, echando mano frecuentemente a mórbidos pasajes de música ambient, quizás demasiado frecuentemente.
Podría decirse sin temor a equivocarse que, según avanzaba la década, y la fama de Hawkwind como cult band crecía como nunca antes, su música -otrora inspirada, excitante y de choque- iba perdiendo gradualmente frescura y musas, para adentrarse en una comodidad digital sin mayores hallazgos artísticos.

## Hawkestra
El concepto de Hawkestra (fusión del nombre de la banda y el término inglés para orquesta, orchestra) fue acuñado para referirse a la reunión de miembros presentes y pasados de Hawkwind para realizar algún evento, y en concreto con la intención de denominar al 30.º aniversario de la banda, conmemoración respaldada con el lanzamiento de Epocheclipse - 30 year anthology; no obstante, problemas logísticos retrasaron este acontecimiento hasta octubre de 2000. Tuvo lugar en "Brixton Academy", reuniendo a un total de una veintena de miembros y tuvo una duración superior a tres horas; todo fue filmado y grabado. 

## Últimos años
Tras seis años sin nuevo álbum desde In Your Area (1999), y sumergidos en medio de la revolución que el internet y los archivos mp3 trajeron aparejados, en lo tocante a la propiedad intelectual y a la industria fonográfica, Brock, Davey y Chadwick vuelven al ruedo como un solo hombre en 2005 con Take Me to Your Leader, CD algo más inspirado que sus trabajos de los 90, el cual presentaba 10 canciones que intentaban volver al viejo rock espacial, aunque no pudiendo desligarse del todo del ya mentado ambient, ni tampoco de los espasmos música techno de Dave Brock, sonoridades por las cuales siempre se sintió atraído.

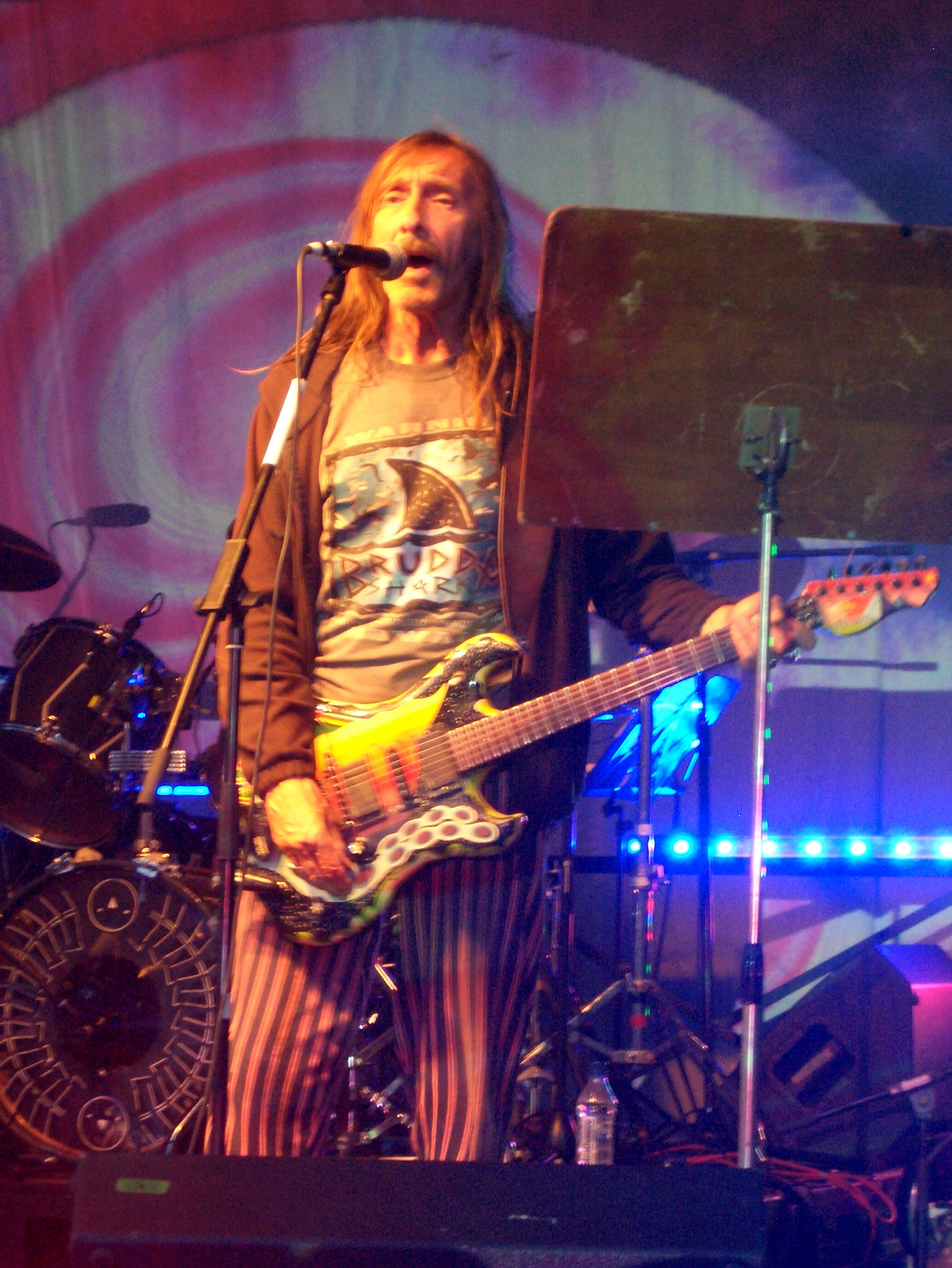
Dave Brock con Hawkwind en 2009

Finalmente en el año 2010 se edita Blood of the Earth, y en 2012 Onward, último álbum de estudio de la banda hasta la fecha.

## Discografía

### Estudio
- Hawkwind (1970)
- X In Search of Space (1971)
- Doremi Fasol Latido (1972)
- Hall of the Mountain Grill (1974)
- Warrior on the Edge of Time (1975)
- Astounding Sounds, Amazing Music (1976)
- Quark, Strangeness and Charm (1977)
- 25 Years On - como "Hawklords" (1978)
- PXR5 (1979)
- Levitation (1980)
- Sonic Attack (1981)
- Church of Hawkwind - como "Church of Hawkwind" (1982)
- Choose Your Masques (1982)
- Zones - Vivo y estudio (1983)
- The Chronicle of the Black Sword (1985)
- The Xenon Codex (1988)
- Space Bandits (1990)
- Electric Tepee (1992)
- It Is the Business of the Future to Be Dangerous (1993)
- White Zone - como "Psychedelic Warriors" (1995)
- Alien 4 (1995)
- Distant Horizons (1997)
- In Your Area - Vivo y estudio (1999)
- Spacebrock (2000)
- Take Me to Your Leader (2005)
- Take Me to Your Future (2006)
- Blood of the Earth (2010)
- Onward (2012)
- The Machine Stops (2016)
- Into the Woods (2017)
- The Road to Utopia (2018)
- All Aboard the Skylark (2019)
- Carnivorous (2020)
- Somnia (2021)
- The Future Never Waits (2023)
- Stories from Time and Space (2024)
- There Is No Space for Us (2025)

### En directo
- Space Ritual (1973)
- Live Seventy Nine (1980)
- Live Chronicles (1986)
- Palace Springs, incluye 2 temas en estudio (1991)
- The Business Trip (1994)
- Love in Space (1996)
- Yule Ritual (2001)
- Canterbury Fayre 2001 (2003)
- Knights of Space (2008)

## Miembros actuales
- Dave Brock - guitarras, voz, bajo eléctrico, teclados, sintetizador (desde 1969)
- Mr. Dibs - bajo eléctrico, voz, chelo (desde 2007)
- Tim Blake - sintetizador, teclados (1979–1980, 2000, 2002, 2007-presente)
- Richard Chadwick - batería, percusiones (desde 1989)
- Niall Hone - sintetizador, bajo eléctrico, guitarras, sampling (desde 2008)
- Dead Fred - teclados, violín, voz (1983-1984, 2012-presente)

## Antiguos miembros

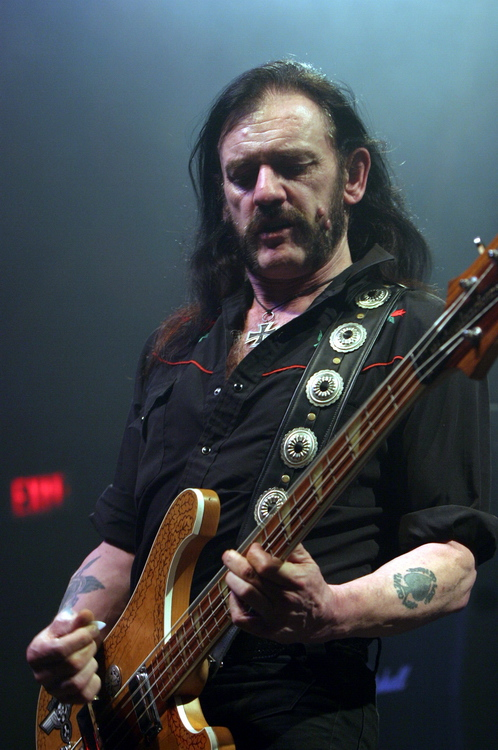
Lemmy Kilmister, miembro de Hawkwind en los años 70

- Lemmy Kilmister †
- Nik Turner
- Robert Calvert †
- Harvey Bainbridge
- Alan Davey
- Huw Lloyd-Langton †
- Terry Ollis
- Simon King
- Del Dettmar
- Bridget Wishart
- Ginger Baker †
- Mick Slattery
- John Harrison †
- Paul Rudolph
- Dik Mik
- Dave Anderson
- Simon House
- Alan Powell
- Martin Griffin
- Adrian Shaw
- Thomas Crimble
- Steve Swindells
- Paul Hayle
- Keith Hale
- Danny Thompson Jr.
- Ron Tree
- Jerry Richards
- Jason Stuart †
- Robert Heaton †
- Andy Anderson
- Rik Martínez
- Clive Deamer

## Enlaces
- Wikimedia Commons alberga una categoría multimedia sobre Hawkwind.
- Página oficial de la banda
- Discografía completa (en inglés)
- Reseña del concierto de la Hawkestra (en inglés)
- Entrevista a Nik Turner de la banda

- Datos: Q285966
- Multimedia: Hawkwind / Q285966